# جایپال سینگ موندا
جایپال سینگ موندا (انگلیسی: Jaipal Singh Munda; ۳ ژانویهٔ ۱۹۰۳ – ۲۰ مارس ۱۹۷۰) بازیکن هاکی روی چمن، و سیاستمدار اهل هند بود.
وی به‌همراه تیم ملی هاکی روی چمن مردان هند به قهرمانی بازی‌های المپیک تابستانی ۱۹۲۸ دست پیدا کرده‌است.